# مردخاي غور
مردخاي غور (بالعبرية: מרדכי גור‏) (6 مايو 1930 - 16 يوليو 1995) هو سياسي وعسكري إسرائيلي، شغل منصب رئيس الأركان العام في الجيش الإسرائيلي بين عامي 1974 و1978، وأشرف على عملية الليطاني عام 1978 والتي قام بها الجيش الإسرائيلي على جنوب لبنان.

## روابط خارجية
- مردخاي غور على موقع مونزينجر (الألمانية)